# La tigre disprezza la tartaruga
La tigre disprezza la tartaruga è un racconto popolare appartenente alla cultura Igbo,  diffusa nell'Africa occidentale e che ha una significativa presenza in nazioni come la Nigeria, il  Camerun e la Guinea Equatoriale.

## Genere letterario
Il racconto è catalogabile nell'ambito dei racconti fatti per discutere o racconti morali, ossia di quelli incentrati sull'aspetto morale della vita, dell'uomo e delle sue azioni, raccontati con il preciso scopo di indurre un dibattito su particolari tematiche, quali la famiglia e la vita comunitaria.
In questo tipo di racconti brevi, è prevista una soluzione al problema posto, come anche il desiderio di impartire lezioni morali tramite messaggi chiari e semplici. Generalmente narrano drammi familiari o comunitari e tendono ad evidenziare casi sfortunati o relazioni mal riuscite.
Nel caso specifico i protagonisti sono gli animali antropomorfizzati, quindi è evidente il riferimento alle abitudini e alle pratiche umane. Il racconto insegna a non sottovalutare, disprezzare e giudicare frettolosamente il prossimo, che peraltro si dimostra un po' vendicativo.

## Trama
Il racconto narra le vicende della tigre sovrana che chiama a raccolta tutti gli altri animali ad eccezione della tartaruga, giudicata inabile a lavorare la terra, per effettuare una serie di lavori presso la sua fattoria. La tartaruga si dimostra offesa per l'affronto subito e chiede al coniglio di scavarle un lungo tunnel adiacente alla fattoria della tigre. La tartaruga mette in atto un piano per distrarre tutti gli animali lavoranti per conto della tigre. Il piano riesce perfettamente e gli animali protestano e abbandonano la fattoria anche perché non arrivano le provviste per alimentarsi, in quanto il figlio della tigre, incantato dalla melodia prodotta dalla tartaruga si dimentica tutte le commissioni che avrebbe dovuto svolgere.  
Il racconto termina con il rimprovero fatto dalla tartaruga nei confronti della tigre per i suoi comportamenti precedenti e con l'invito a non trascurare più le esigenze ed i bisogni di tutti gli altri animali.